# ساوجبلاغ (أرشق)
ساوجبلاغ (بالفارسية: ساوجبلاغ) هي قرية تقع في إيران في أردبيل. يقدر عدد سكانها بـ 261 نسمة .